# Pantolasius bandaharae
Pantolasius bandaharae är en skalbaggsart som beskrevs av Kuijten 1985. Pantolasius bandaharae ingår i släktet Pantolasius och familjen Hybosoridae. Inga underarter finns listade i Catalogue of Life.